# 산쇼촌 (효고현)
산쇼촌(三椒村)은 효고현 기노사키군에 있던 촌이다. 현재의 도요오카시 다케노정의 남쪽에 해당한다.

## 역사
- 1889년 4월 1일 - 정촌제 시행에 의해 게타군 산쇼촌이 성립하였다.
- 1896년 4월 1일 - 기노사키군으로 변경되었다.
- 1955년 3월 3일 - 다케노촌, 나카다케노촌, 오쿠다케노촌과 합병해, 새로운 다케노촌이 성립, 동일 산쇼촌은 폐지되었다.

## 참고문헌
- 角川日本地名大辞典 28 兵庫県